# 福田彩乃
福田彩乃（1988年9月18日—）是日本女藝人、演員，以擅長模仿走紅日本演藝圈。身高155cm，出身於日本愛知縣。所屬經紀公司為AMUSE。

## 經歷
- 高中畢業後曾在肉品店、美容沙龍工作過，之後在老家當地的TOYOTA系企業擔任派遣人員，但2009年因金融風暴被裁員而失業。之後找工作時偶然在網上看到經紀公司AMUSE舉辦的2009年選秀活動，經友人推薦參加，在選秀中模仿友近、長澤雅美等藝人，在31514人中得到綜藝部門賞，因而加入藝能界。[2]

- 加入藝能界後第一份工作是為同公司的演員岸谷五郎所執導的電影《殺手婚禮之路》作宣傳，到日本各地推銷此片的電影票，入行初期因工作不多，也曾在卡拉ok居酒屋打工過。

- 在2012年2月11日朝日電視台放送的節目『お願い!ランキングGOLD』特集選出的人氣模仿藝人60人，獲得第2位的名次，是所有得獎者中出道資歷最短的。[3]

- 在2013年5月出刊的2013日經娛樂藝人人氣排行，在人氣急上升榜排名第2。[4]

## 模仿人物
- 綾瀨遙
- 吉高由里子
- 上野樹里
- Rola (模特兒)
- 絢香
- 瀧川克里斯特爾
- YOU (日本女藝人)
- 竹內結子
- 長澤雅美
- 天海祐希
- 真矢みき
- 香里奈
- 深津絵里
- 常盤貴子
- 模仿前田敦子的キンタロー
- 安室奈美恵
- 馬
- 雞
- 夏威夷的猴子
- 羊
- 倖田來未
- 山口萌
- Bobby Ologun
- 柴崎幸
- 篠原涼子

## 出演作品

### 電影
- 女主角失格（2015年）飾演 中島杏子

### 電視劇
- 華和家四姊妹（2011年7月10日 - 9月18日，TBS電視台）飾演 福島萬希
- ATARU（2012年6月3日，TBS電視台）客串 葉夏美
- 毛骨悚然撞鬼經驗夏之特別編2012「或る夏の出来事」（2012年8月18日，富士電視台）飾演 田所沙紀
- 不結婚（2012年10月 - 12月，富士電視台）飾演 鈴村真里子
- 神偷聯盟（2013年4月-6月，TBS電視台）飾演 柿澤奈奈
- 安堂機器人第一集（2013年10月13日，TBS電視台）客串 拉普拉斯
- 金田一少年事件簿N (neo)第2話（2014年7月26日，日本電視台）客串 菊川梢
- 平成猿蟹合戰圖（2014年11月～12月，WOWOW）飾演 美月
- 純白第1,7集（2015年1月，TBS電視台）飾演 野野村（安川）ひろみ
- 小希（2015年，NHK綜合台）飾演 植田彌生

### 電視節目
粗體為目前固定出演中
- 爆笑!ものまねウォーズ 第2回〜（TBS、2011年1月2日 - ）
- MOTEL 〜欲しがる男女のモテ学〜（関西テレビ、2011年4月21日 - 6月30日）
- 資格☆はばたく（NHK Eテレ、2011年6月）マンスリーゲスト
- U LA LA ナナパチ（TOKYO MX、2011年10月3日 - 2012年3月26日）「今日のイケメン」リポーター
- ものまねグランプリ（日本テレビ、2011年10月4日 - ）
- ハッピーMusic（日本テレビ、2012年4月6日 - 2013年3月29日）「ハッピーMusicSTORE」店員（不定期出演）
- 脳活アップデートQ!スマートモンキーズ!!（フジテレビ、2012年4月8日 - 9月30日）レギュラー解答者
- 幸せの黄色い仔犬（中京テレビ、2012年4月8日 - ）ロケ担当
- ぷれサタ!（東海テレビ、2012年4月14日 - ）隔週レギュラー

### 電台節目
- NHKラジオ第1「wktkラヂオ学園」  （2012年4月 - ）

### PV
- IsamU「100回泣くこと」（2013年1月16日）

### 配音
- 宇宙海賊哈洛克 （宇宙海賊キャプテンハーロック SPACE PIRATE CAPTAIN HARLOCK）（2013年9月7日、東映）

## 相關連結
- 經紀公司官網藝人介紹 （页面存档备份，存于）